# Seks shop
Seks shop je maloprodajna trgovina koja prodaje proizvode povezane sa seksualnom ili erotskom zabavom za odrasle, kao što su vibratori, donje rublje, pornografija i druge igračke za odrasle.
Pionir u području maloprodaje seksualnih igračaka bio je lanac trgovina koji je u Parizu 1920-ih godina osnovao Léon Vidal, osnivač tvrtke za proizvodnju donjeg rublja Diana Slip. Njegove trgovine prodavale su erotske knjige i fotografije, kao i donje rublje.
Prvi seks shop na svijetu koji se smatrao »službenim« otvoren je 1962. godine u Flensburgu u Zapadnoj Njemačkoj. Seks shopovi se danas mogu pronaći u mnogim zemljama kao fizičke ili internetske trgovine.
Seks shopovi su regulirani zakonom, a u Hrvatskoj pristup nije dopušten maloljetnicima. U određenim zemljama, seks shopovi su u potpunosti zabranjeni. U zemljama koje to dopuštaju, sex shopovi mogu prikazivati pornografske filmove u privatnim video kabinama ili imati privatne striptize ili peep showove.
S obzirom na konzervativno okruženje, online sex shopovi u Hrvatskoj izrazito su popularni jer omogućuju diskretnu dostavu proizvoda.

## Sinonimi
Seks shopovi se također mogu zvati trgovina za odrasle, erotska trgovina, trgovina za zabavu za odrasle. U nekim se državama koriste pristojni eufemizmi kao što su "trgovina bračne pomoći" ili "trgovina novitetima za odrasle".

## Reference
1. ↑  sex shops | Dictionary.com. Dictionary.com (engleski). Inačica izvorne stranice arhivirana 29. veljače 2024. Pristupljeno 29. veljače 2024.
2. ↑  Dupouy, Alexandre Dupouy. 2019. City of Pleasure: Paris Between the Wars. Korero Press. str. 84. ISBN 9781912740055
3. ↑  Kashmira Gander. 15. ožujka 2017. Par Femme: The Coolest Women's Sex Shop on the Internet. The independent. Pristupljeno 12. rujna 2017.